# Мигдал, Александр Аркадьевич
Александр Аркадьевич Мигдал (22 июля 1945) — российский и американский физик и предприниматель. Работал в Институте теоретической физики им. Л. Д. Ландау, Институте космических исследований РАН. В 1988 году он эмигрировал в США и начал преподавать в Принстонском университете, затем работал в компаниях ViewPoint Corp и Magic Works LLC. Основал Migdal Research LLC — компанию, занимающуюся разработкой программного обеспечения для игры на бирже. Сын А. Б. Мигдала.

## Достижения
Внёс важный вклад в теорию критических явлений, квантовую хромодинамику и конформную теорию поля. Еще студентом разработал (совместно с А. М. Поляковым) теорию (динамической) генерации масс в калибровочных теориях, весной 1965 года независимо от Р. Браута, Ф. Энглера и П. Хиггса. В 1968 опубликовал статью (совместно с В. Н. Грибовым), вводившую масштабную инвариантность с аномальными размерностями, которые должны определяться как собственные значения уравнений бутстрапа квантовой теории поля. Эта работа привела к так называемому конформному бутстрапу Мигдала — Полякова, что оказало сильное влияние на прогресс в теории критических явлений и теории сильных взаимодействий. В следующие 10 лет сделал важный вклад в квантовую хромодинамику, введя новую форму ренормализационной группы (называемой сейчас перенормировкой Вильсона — Мигдала) и выводом (вместе с Ю. Макеенко) уравнения для петель Вильсона. Также работал над применением квантовой теории поля к турбулентности; вывел точное петлевое уравнение для циркуляции скорости, чтобы описать это явление. Положил начало (совместно с В. Гурарий, Г. Фальковичем и В. Лебедевым) описанию перемежаемости в нелинейных системах посредством солитонных решений стохастических дифференциальных уравнений. В теории струн ввёл так называемые «струны с "эльфами"». Оставив Принстон, в 1996 году стал изобретателем и основал свой бизнес.